# Fly 2
«Fly 2» — сингл российской поп-певицы Zivert при участии российского исполнителя Niletto, выпущенный 22 мая 2020 года на лейблах Первое Музыкальное и Zion Music. Трек является ремейком песни Zivert «Fly».

## История
«Fly 2» является ремейком песни Zivert с её дебютного студийного альбома Vinyl #1 «Fly». По мнению певицы, песню «Fly» слушатели недопоняли и недооценили, что и послужило выходу более доработанного ремикса, в котором появилось новое ретро-звучание в когда-то модном стиле UK garage (ю кей гэридж).
О песне Zivert сказала следующее:
Fly 2 можете найти повсюду, врубить на полную и лететь, так далеко, насколько можете отпустить все свои мысли. Хочу, чтобы вам было хорошо.Zivert
Niletto дописал к куплетам строки, а Zivert исполнила припев на английском языке; обложкой спонтанного трека стала стильная картинка в духе винтажных компьютерных игр. Релиз видеоклипа на трек, снятого на телефон, состоялся 22 мая 2020 года на YouTube-канале Niletto, в день выхода сингла. Через две недели, 4 июня 2020 года, Zivert и Niletto исполнили песню на развлекательном шоу «Вечерний Ургант».

## Отзывы
Редакция издания «РИА Новости» назвала «Fly» «спокойным клубным» треком, заметив, что по сравнению с ним «Fly 2» звучит «более свежо и энергично». Ульяна Пирогова из «ТНТ Music» также сравнила эти композиции, обратив внимание на то, что Niletto и Zivert изменили стиль песни, создав из «диско-бэнгера» минималистичную песню, «вдохновлённую звучанием брейкдансерских хитов 80-х».
Пользователи соцсетей после выхода «Fly 2» обвинили в плагиате россиян Niletto и Zivert, которые якобы «украли под копирку» мелодию из песни Кайрата Нуртаса «Алматының түндері-ай» (с каз. — «Алматинские ночи и месяцы»), исполненную в дуэте с Нюшей. Мнения фанатов разошлись, было отмечено, что композиции похожи, но не одинаковы.

## Чарты
| Чарт (2020)               | Высшая позиция |
| ------------------------- | -------------- |
| Казахстан (iTunes)        | 25             |
| Россия (iTunes)           | 26             |
| Армения (iTunes)          | 30             |
| Россия (YouTube)          | 43             |
| Эстония (YouTube)         | 61             |
| Украина (YouTube)         | 80             |
| Россия (Apple Music)      | 8              |
| Узбекистан (Apple Music)  | 29             |
| Латвия (Apple Music)      | 30             |
| Бельгия (Apple Music)     | 36             |
| Эстония (Apple Music)     | 36             |
| Молдова (Apple Music)     | 57             |
| Литва (Apple Music)       | 63             |
| Казахстан (Apple Music)   | 64             |
| Украина (Apple Music)     | 66             |
| Армения (Apple Music)     | 86             |
| Таджикистан (Apple Music) | 115            |
| Кыргызстан (Apple Music)  | 121            |
| Азербайджан (Apple Music) | 177            |
| Россия (Deezer)           | 8              |
| Мир (Google Play)         | 1              |
| Мир (Яндекс.Музыка)       | 4              |
| Мир (Shazam)              | 5              |
| Мир (МУЗ-ТВ)              | 2              |
| Мир (RU.TV)               | 9              |
| Zvooq.online              | 4              |